# Tháng sáu
Tháng sáu là tháng thứ sáu theo lịch Gregorius, có 30 ngày.

## Những sự kiện trong tháng 6
- 1 tháng 6 - Ngày Quốc tế thiếu nhi
- 5 tháng 6 - Ngày Môi trường Thế giới (World Environment Day)
- 21 tháng 6 - Ngày Hạ chí; Ngày hội Âm nhạc Quốc gia Pháp; Ngày Báo chí cách mạng Việt Nam: Ngày hội trượt ván Thế giới (World Skateboarding Day)
- 23 tháng 6 - Ngày Dịch vụ Công cộng Liên Hợp Quốc (United Nations Public Service Day)
- 28 tháng 6 - Ngày Gia đình Việt Nam.
- 6 tháng 6 - Ngày Quốc khánh Thụy Điển
- Ngày Đại dương Thế giới được kỷ niệm không chính thức vào ngày 8 tháng 6 khi nó được đề xuất năm 1992 bởi Canada trong Hội nghị Trái Đất ở Rio de Janeiro, Brasil, và sau đó được Liên Hợp Quốc công nhận chính thức là ngày lễ quốc tế vào năm 2008 trong Nghị quyết A/RES/63/111.